# 第84師団 (日本軍)
第84師団（だいはちじゅうよんしだん）は、大日本帝国陸軍の師団の一つ。

## 沿革
1944年（昭和19年）7月、留守第54師団の一部を基幹として姫路で編成され、中部軍に編入。同年末、沖縄から第9師団が台湾に転出するため、その補充として第84師団を沖縄に派遣することが検討されたが、大本営は本土防衛を重視し派遣を中止した。
1945年（昭和20年）4月、第84師団は第53軍隷下となり、アメリカ合衆国陸軍を中心とする連合国軍の関東上陸作戦で適地になると予想された相模湾沿岸の神奈川県湘南地域（三浦半島以西）と静岡県伊豆半島東海岸の守りに備えるため、神奈川県小田原市（旧国府津町含む）から静岡県沼津市にかけての一帯に展開した。
ところが同年8月15日、第42代内閣総理大臣鈴木貫太郎がポツダム宣言を受諾して帝国陸海軍は降伏。本師団は連合国軍との戦火を交えることなく、その任務を終えた。同年9月25日付で総員復員した。

## 師団概要

### 歴代師団長
- 小倉達次 中将：1944年（昭和19年）7月8日 - 1945年2月20日[3]
- 佐久間為人 中将：1945年（昭和20年）2月20日 - 終戦[4]

### 参謀長
- 杉本和二郎 大佐：1944年（昭和19年）7月8日 - 終戦[5]

### 最終司令部構成
- 参謀長：杉本和二郎大佐
  - 参謀：田坂盛夫少佐
  - 参謀：梶田倫正少佐

### 最終所属部隊
- 歩兵第199連隊（姫路）：栗栖晉大佐
- 歩兵第200連隊（姫路）：川上芳雄大佐
- 歩兵第201連隊（姫路）：松本鹿太郎大佐
- 野砲兵第84連隊：川崎盛利大佐
- 工兵第84連隊：釜付敬二少佐
- 輜重兵第84連隊（堺）：小林吉二大佐
- 第84師団速射砲隊：川崎平吾少佐
- 第84師団通信隊：小河原郁文大尉
- 第84師団兵器勤務隊
- 第84師団衛生隊
- 第84師団第1野戦病院
- 第84師団第4野戦病院
- 第84師団制毒隊
- 第84師団病馬廠